# النز
النز (به لاتین: Alnes) یک منطقهٔ مسکونی در نروژ است که در گیسک واقع شده‌است.

## خصوصیات
النز ۱۵ متر بالاتر از سطح دریا واقع شده‌است.